# Vatel
Vátel ali neredko tudi láket je stara merska enota za dolžino, ki so jo največ uporabljali za merjenja tkanin in meri približno 0,778 m ali 1,13 m.
Poleg čevlja je vatel najstarejša dolžinska mera. Poznali so jo že Sumerci in kasneje Egipčani. Bakrena palica Nipurskega vatla, prva znana standardna palica, je okoli leta 1950 pr. n. št. določala sumerski vatel v dolžini 517,2 mm.
Uporabljali so več različnih vatlov. Običajni vatel je bil v Egiptu dolžina podlakta od komolca do vrha sredinca (okoli 46 cm). Razdeljen je bil na ped roke (polovica vatla), dlan ali širino roke (1/6) in na palec (prst) ali širino prsta (1/24).
Ker so imeli različni ljudje različno dolžino podlakta so v granit urezali standardiziran kraljevi vzorčen vatel ali sveti vatel. Ta je bil dolg 7 dlani ali 28 palcev in so ga uporabljali v gradbeništvu in gradnji spomenikov (kot so piramide) in v zemljemerstvu.
Palec, čevelj in jard so preko zapletenih pretvorb, ki jih še ne poznamo dovolj dobro, verjetno povezani z vatlom. Nekateri verjamejo, da so se razvili iz prostorninskih mer, drugi pa, da so bili enostavna razmerja ali mnogokratniki vatla.
Tudi druge kulture so uporabljele vatle. Perzijski vatel je meril od 52 do 64 cm, grška πεχυα (pechua) je bila približno 47,4 cm, rimski cubitus je bil 44,46 cm, arabski arš 48 do 64 cm in za אַמָּה (ama), ki so jo Judje uporabljali za verske namene, danes verjamejo, da je znašala od 46 do 61 cm.